# 中国共产党中央纪律检查委员会
中国共产党中央纪律检查委员会，简称中纪委，是中国共产党的最高纪律检查机关，与中华人民共和国国家监察委员会合署办公。
中国共产党中央纪律检查委员会负责维护《中国共产党章程》和其他党内法规，检查党的路线方针政策和决议执行情况，对党员领导干部行使权力进行监督，维护宪法法律，对公职人员依法履职、秉公用权、廉洁从政以及道德操守情况进行监督检查，对涉嫌职务违法和职务犯罪的行为进行调查并作出政务处分决定，对履行职责不力、失职失责的领导人员进行问责，负责组织协调党风廉政建设和反腐败宣传等。中央纪委实行书记负责制。

## 历史

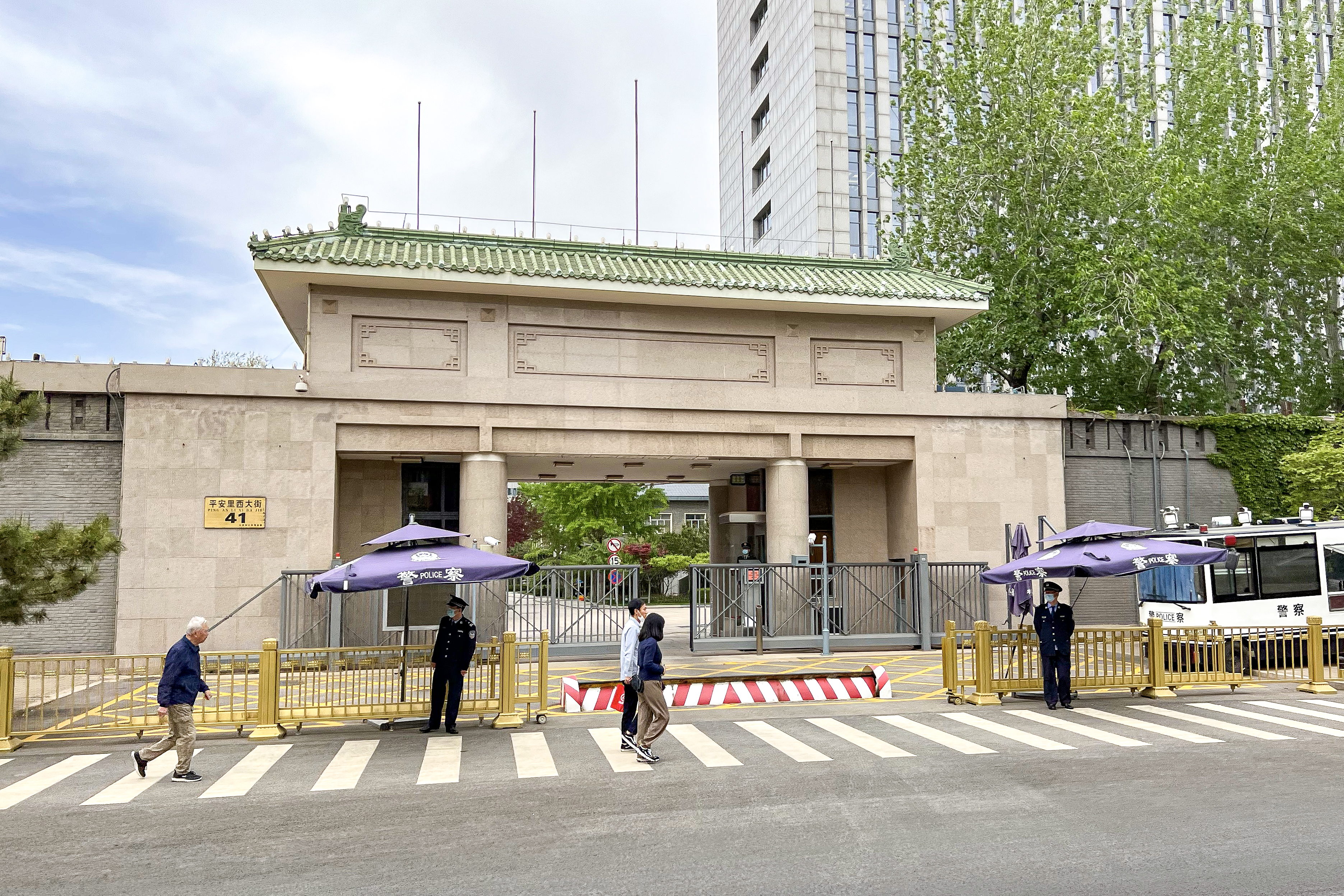
2025年以前中央纪委国家监委的办公地点为西城区平安里西大街41号，2025年改由司法部使用

1927年5月，中共中央决定成立中国共产党中央监察委员会，1928年7月撤销。1949年11月，决定设立中国共产党中央纪律检查委员会，1955年再改称为中国共产党中央监察委员会，文化大革命爆發後中国共产党纪律检查机关基本瘫痪。根据1977年版党章第十三条规定，1978年12月中共十一届三中全会后重设中国共产党中央纪律检查委员会。
中央纪律检查委员会重新组建以来，六任中央纪律检查委员会书记中，有五位一直是以中共中央政治局常委身份兼任。1982年《中国共产党章程》中规定，中央纪律检查委员会设第一书记一名，而第一书记必须由中共中央政治局常委中产生，这是中共党章首次对第一书记职务设置有所规定。在1987年中共十三大上通过《中国共产党章程部分条文修正案》，取消中央纪委第一书记须从中央政治局常委从产生一项。1992年中共十四屆一中全會上，尉健行以中央政治局委员、中央書記處書記兼任中纪委书记，而不是中央政治局常委。1997年，中国共产党第十五次全国代表大会后的十五屆一中全會上，尉健行当选中央政治局常委、中纪委书记，自此中纪委书记均由中央政治局常委兼任。自2002年中共十六大起，中纪委排名第一的副书记均由中央书记处书记兼任。2013年前后，中央纪委副书记的级别明确为正部级。
1993年2月，根据中国共产党中央委员会和中华人民共和国国务院的决定，中华人民共和国监察部与中共中央纪律检查委员会机关合署办公，机构列入国务院序列，编制列入中共中央直属机构。国家预防腐败局列入国务院直属机构序列，在监察部加挂牌子。1993年起，地方各级行政监察机关与同级中国共产党纪律检查机关合署办公。
2008年6月26日，全国纪检监察机关12388统一举报电话开通。
2018年3月，中共中央印发《深化党和国家机构改革方案》。方案指出，“组建国家监察委员会。将监察部、国家预防腐败局的职责，最高人民检察院查处贪污贿赂、失职渎职以及预防职务犯罪等反腐败相关职责整合，组建国家监察委员会，同中央纪律检查委员会合署办公，履行纪检、监察两项职责，实行一套工作机构、两个机关名称。”“国家监察委员会由全国人民代表大会产生，接受全国人民代表大会及其常务委员会的监督。”“不再保留监察部、国家预防腐败局。”首任国家监察委员会主任由中央政治局委員、中央書記處書記、中纪委排名第一的副书记杨晓渡兼任。

## 职责
根据《中国共产党章程》，中国共产党纪律检查机关承担下列职责和任务：
1. 维护党的章程和其他党内法规；
2. 检查党的路线、方针、政策和决议的执行情况；
3. 协助党的委员会推进全面从严治党、加强党风建设和组织协调反腐败工作；
4. 监督、执纪、问责，对党员进行遵守纪律的教育，作出关于维护党纪的决定；
5. 对党的组织和党员领导干部履行职责、行使权力进行监督，受理处置党员群众检举举报，开展谈话提醒、约谈函询；
6. 检查和处理党的组织和党员违反党的章程和其他党内法规的比较重要或复杂的案件，决定或取消对这些案件中的党员的处分；
7. 进行问责或提出责任追究的建议；
8. 受理党员的控告和申诉；
9. 保障党员的权利。

## 机构设置
根据《中共中央纪律检查委员会、中华人民共和国国家监察委员会机关职能配置、内设机构和人员编制规定》，中央纪委国家监委机关内设机构为正司局级，中央纪委国家监委派出机构、派驻机构为副部级。中央纪委国家监委机关设置下列机构：

### 内设机构
- 办公厅
- 组织部
- 宣传部
- 研究室
- 法规室
- 党风政风监督室
- 信访室
- 中央巡视工作领导小组办公室
- 案件监督管理室
- 第一监督检查室
- 第二监督检查室
- 第三监督检查室
- 第四监督检查室
- 第五监督检查室
- 第六监督检查室
- 第七监督检查室
- 第八监督检查室
- 第九监督检查室
- 第十监督检查室
- 第十一监督检查室
- 第十二审查调查室
- 第十三审查调查室
- 第十四审查调查室
- 第十五审查调查室
- 第十六审查调查室
- 案件审理室
- 纪检监察干部监督室
- 国际合作局
- 机关事务管理局
- 机关党委
- 离退休干部局

### 直属事业单位
- 新闻传播中心
- 中国纪检监察杂志社
- 机关综合服务中心
- 信息中心（网络举报管理中心）
- 中国纪检监察学院
- 中国纪检监察学院北戴河校区

### 直属企业单位
- 中国方正出版社有限公司

### 派出机构
- 中央纪律检查委员会国家监察委员会中央和国家机关纪检监察工作委员会
- 中央纪律检查委员会国家监察委员会中央金融纪检监察工作委员会

### 派驻机构
- 中央纪委国家监委驻国务院办公厅纪检监察组[註 1]
- 中央纪委国家监委驻全国人大机关纪检监察组[註 2]
- 中央纪委国家监委驻全国政协机关纪检监察组[註 3]
- 中央纪委国家监委驻中央办公厅纪检监察组[註 4]
- 中央纪委国家监委驻中央组织部纪检监察组[註 5]
- 中央纪委国家监委驻中央宣传部纪检监察组[註 6]
- 中央纪委国家监委驻中央统一战线工作部纪检监察组[註 7]
- 中央纪委国家监委驻中央社会工作部纪检监察组[註 8]
- 中央纪委国家监委驻中央外事工作委员会办公室纪检监察组[註 9]
- 中央纪委国家监委驻最高人民检察院纪检监察组[註 10]
- 中央纪委国家监委驻最高人民法院纪检监察组[註 11]
- 中央纪委国家监委驻外交部纪检监察组[註 12]
- 中央纪委国家监委驻国家发展和改革委员会纪检监察组[註 13]
- 中央纪委国家监委驻教育部纪检监察组[註 14]
- 中央纪委国家监委驻科学技术部纪检监察组[註 15]
- 中央纪委国家监委驻工业和信息化部纪检监察组[註 16]
- 中央纪委国家监委驻公安部纪检监察组[註 17]
- 中央纪委国家监委驻国家安全部纪检监察组[註 18]
- 中央纪委国家监委驻民政部纪检监察组[註 19]
- 中央纪委国家监委驻司法部纪检监察组[註 20]
- 中央纪委国家监委驻财政部纪检监察组[註 21]
- 中央纪委国家监委驻人力资源和社会保障部纪检监察组[註 22]
- 中央纪委国家监委驻自然资源部纪检监察组[註 23]
- 中央纪委国家监委驻生态环境部纪检监察组[註 24]
- 中央纪委国家监委驻住房和城乡建设部纪检监察组[註 25]
- 中央纪委国家监委驻交通运输部纪检监察组[註 26]
- 中央纪委国家监委驻水利部纪检监察组[註 27]
- 中央纪委国家监委驻农业农村部纪检监察组[註 28]
- 中央纪委国家监委驻商务部纪检监察组[註 29]
- 中央纪委国家监委驻文化和旅游部纪检监察组[註 30]
- 中央纪委国家监委驻国家卫生健康委员会纪检监察组[註 31]
- 中央纪委国家监委驻退役军人事务部纪检监察组[註 32]
- 中央纪委国家监委驻应急管理部纪检监察组[註 33]
- 中央纪委国家监委驻中国人民银行纪检监察组[註 34]
- 中央纪委国家监委驻审计署纪检监察组[註 35]
- 中央纪委国家监委驻国务院国有资产监督管理委员会纪检监察组[註 36]
- 中央纪委国家监委驻海关总署纪检监察组[註 37]
- 中央纪委国家监委驻国家税务总局纪检监察组[註 38]
- 中央纪委国家监委驻国家市场监督管理总局纪检监察组[註 39]
- 中央纪委国家监委驻国家体育总局纪检监察组[註 40]
- 中央纪委国家监委驻国家金融监督管理总局纪检监察组[註 41]
- 中央纪委国家监委驻中国证券监督管理委员会纪检监察组[註 42]
- 中央纪委国家监委驻中共中央港澳工作办公室纪检监察组[註 43]
- 中央纪委国家监委驻中央人民政府驻香港特别行政区维护国家安全公署纪检监察组（正司局级）[註 44]
- 中央纪委国家监委驻人民日报社纪检监察组[註 45]
- 中央纪委国家监委驻中国科学院纪检监察组[註 46]
- 中央纪委国家监委驻中国社会科学院纪检监察组[註 47]
- 中央纪委国家监委驻中华全国总工会机关纪检监察组[註 48]
- 中央纪委国家监委驻中华全国供销合作总社纪检监察组[註 49]

除以上所列纪检监察组外，中央纪委国家监委亦在全部中央企业和中央金融企业、中管高校设置“中央纪律检查委员会国家监察委员会派驻纪检监察组”或“国家监察委员会派驻监察专员办公室”。

## 历届组成人员

### 第五届中央监察委员会
1927年，中共五届一中全会选出中央监察委员会。
- 中央监察委员会书记：王荷波
- 中央监察委员会委员（五届一中全会选出）：王荷波、许白昊、杨匏安、张佐臣、刘峻山、周振声、蔡以忱
- 中央监察委员会候补委员（五届一中全会选出）：杨培森、萧石月、阮啸仙

### 第七届中央监察委员会
1955年4月，中共七届五中全会通过第七届中央监察委员会成员名单。
- 书记：董必武
- 副书记：刘澜涛、谭政、王从吾、钱瑛、刘锡五
- 委员：王从吾、王维舟、吴溉之、李士英、帅孟奇、徐立清、马明方、高克林、高扬、张鼎丞、董必武、刘锡五、刘澜涛、钱瑛、谭政
- 候补委员：王维纲、王翰、朱明、李景膺、梁国斌、龚子荣

### 第八届中央监察委员会
1956年9月，中共八届一中全会通过第八届中央监察委员会成员名单。
- 中央监察委员会书记：董必武
- 中央监察委员会副书记：刘澜涛、萧华、王从吾、钱瑛、刘锡五
- 中央监察委员会委员：王从吾、王维舟、王维纲、帅孟奇、刘格平、刘锡五、刘澜涛、李士英、李楚离、萧华、吴溉之、高克林、高扬、马明方、张鼎丞、董必武、钱瑛
- 中央监察委员会候补委员：王翰、刘其人、李景膺、龚子荣

### 第十一届中纪委
1978年12月，中共第十一届中央委员会第三次全体会议选举产生了由一百人组成的中央纪律检查委员会。
- 第一书记：陈云
- 第二书记：邓颖超
- 第三书记：胡耀邦
- 常务书记：黄克诚
- 副书记（11人）：王鹤寿、马国瑞、王从吾、刘顺元、张启龙、袁任远、章蕴、郭述申、李一氓、魏文伯、张策
- 常务委员会委员（24人）：马辉之、王建安、王维纲、王鹤峰、方志纯、孔祥祯、帅孟奇、吕剑人、刘型、刘建章、刘澜波、李士英、李楚离、张子意、武新宇、周扬、周仲英、唐天际、曹瑛、曹广化、阎秀峰、韩光、傅秋涛、曾涌泉
- 委员（61人）：马信、王大中、王文轩、王若水、王苏民、王朝文、王直哲、毛铎、文正一、平杰三、朱云谦、朱穆之、卢仁灿、刘英（女）、刘丽英（女）、刘敬之、刘鸣九、安建平、严东生、多吉才让、李坚、李之琏、李立功、李华生、李振海、杰尔格勒、杨心培、杨长春、杨秀山、何东昌、何廷一、何善远、阿木冬·尼牙孜、吴波、汪文风、宋诚、张中、张凯、张祺、张兆美、张承先、张瑞华、陈林、段云、范儒生、周太和、周凤鸣、郑爱平、胡德华、饶正锡、侯维煜、徐少甫、徐深吉、浦安修（女）、殷继昌、黄荣、黄甘英、黄民伟、彭儒（女）、曾三（女）、蹇先任（女）

1980年2月，增补赵毅敏为副书记。

### 第十二届中纪委
1982年9月，中共第十二次全国代表大会选举出第十二届中央纪律检查委员会。
- 第一书记：陈云
- 第二书记：黄克诚（1985年因病辞职，1986年逝世） → 王鹤寿（1985年增选）
- 常务书记：王鹤寿 → 韩光（1985年增选）
- 书记：王从吾、韩光、李昌、马国瑞、韩天石
- 常务委员会委员：马国瑞、王从吾、王鹤寿、李昌、李之琏、李正亭、陈云、黄克诚、韩光、韩天石、蔡顺礼
- 委员：马国瑞、王凌、王铁、王焰、王又新、王从吾、王尧山、王众音、王秉祥、王宗槐、王战平、王晓光、王福庆、王鹤寿、王鹤峰、云世英、毛铎、文力、文正一、石生荣、石新山、史敏、白治民、包玉山、朱绍清、乔青、任志恒、多吉才让、刘英、刘昆、刘汉生、刘自德、刘丽英、刘鸣九、刘家栋、刘茹影、刘新权、刘鹤孔、许梦侠、孙彤辉（女）、严佑民、严克伦、李庄、李坚、李昌、李涛、李耀、李之琏、李正亭、李兴旺、李君彦、李哲夫、李健民、李振海、杨克、杨珏、杨子谦、杨西林、杨攸箴、杨蕴玉、吴信泉、余达佳、余述生、余建亭、狄子才、邹衍、宋诚、宋洁涵、张矛、张凯、张顺、张力行、张传栋、张海峰、阿木冬·尼牙孜、陈云、陈坦、陈达之、陈如龙、邵井蛙、范希贤、范朝利、林晓、林一心、林维先、金风、金石、金昭典、庞然、赵重德、赵起扬、段云、饶正锡、徐其孝、徐深吉、高峻、高新华、郭建、郭春原、唐延杰、浦安修、晏福生、黄中、黄凯、黄乃一、黄民伟、黄立清、黄克诚、曹广化、曹幼民、曹冠群、曹达诺夫、戚元靖、崔健、康迪、章林、梁茂成、彭儒、彭清云、韩光、韩天石、焦若愚、焦善民、谢邦治、詹大南、蔡顺礼、谭开云、谭申平、薛坦、薛凤霄、蹇先任、蹇先佛

### 第十三届中纪委
1987年11月，中共第十三次全国代表大会选举出第十三届中央纪律检查委员会。
- 书记：乔石
- 副书记：陈作霖、李正亭、肖洪达
- 常务委员会委员：王德瑛、乔石、刘丽英、李正亭、肖洪达、陈作霖、郭林祥、傅杰
- 委员：丁凤英、马启新、马铁军、王占昌、王言昌、王宗春、王晓光、王维澄、王德瑛、韦成栋、云世英、巴桑、石庚、白石、冯芝茂、吕枫、吕绍堂、朱治宏、乔石、多巴、刘友法、刘汉桢、刘丽英、齐中堂、许鸣真、孙彤辉（女）、李正亭、李发荣、李春亭、李焕政、李德明、杨敏之、肖洪达、汪文风、张明、张丁华、张伯祥、张序登、张定鸿、陈达之、陈作霖、陈法文、武长友、林开钦、林英海、罗进新、罗运通、孟志元、项华、赵兴元、赵保星、荀友明、侯颖、格日勒图、贾军、顾云飞、徐青、徐文伯、高姿、郭林祥、黄继述、曹芃生、曹庆泽、曹克明、彭钢、彭珮云、董范园、傅杰、谢勇

### 第十四届中纪委
1992年10月中共第十四次全国代表大会选举出第十四届中央纪律检查委员会。
- 书记：尉健行
- 副书记：侯宗宾、陈作霖、曹庆泽、王德瑛、徐青
- 常务委员会委员：王光、王德瑛、刘丽英、安启元、李至伦、何勇、陈作霖、侯宗宾、徐青、曹庆泽、尉健行、彭钢、傅杰
- 委员：丁凤英、万绍芬、马世昌、王光、王其超、王茂润、王宗春、王富中、王福义、王德顺、王德瑛、乌兰木伦、巴桑、甘子玉、艾维仁、田聪明、冯少武、冯芝茂、冯锡铭、朱育理、多巴、刘崑、刘锷、刘丽英、刘明仁、刘贵岭、刘峰岩、刘积斌、刘善祥、安启元、祁培文、孙祖梅、孙隆椿、李钊、李文海、李成仁、李至伦、李金华、李俊杰、李振东、李恩潮、李焕政、李清林、李惠仁、杨兴富、杨昌、杨贤足、杨昌基、杨崇汇、杨敏之、杨德清、杨德福、吴景春、何勇、佟国荣、闵耀中、汪文风、沈茂成、宋国臣、张轰、张文岳、张华林、张均法、张宝顺、张惠新、陈为松、陈光琳、陈作霖、陈明枢、范新德、林兆枢、林殷才、尚文、周声涛、郑国雄、赵丛、赵地、赵宗鼐、胡之光、柳斌、侯颖、侯宗宾、饶凤翥、洪虎、贺邦靖、袁守芳、格日勒图、贾军、夏国华、顾云飞、钱冠林、徐青、朗大忠、曹庆泽、曹克明、崔毅、尉健行、隋永举、彭钢、董范园、蒋冠庄、韩德乾、傅杰、傅志寰、谢安山、靳玉德、谭福德、翟泰丰

### 第十五届中纪委
（ 1997年9月 - 2002年11月）
1997年9月，中共第十五次全国代表大会选举出第十五届中央纪律检查委员会。
- 书记：尉健行
- 副书记：韩杼滨、曹庆泽、何勇、周子玉、夏赞忠、刘丽英（女）、刘锡荣、傅杰、张惠新
- 常务委员会委员：尉健行、韩杼滨、曹庆泽、何勇、周子玉、夏赞忠、刘丽英、傅杰、李至伦、马馼、祁培文、李登柱、赵洪祝、彭钢（女）、刘锡荣、袁纯清、吴定富、张惠新
- 秘书长：袁纯清
- 委员：于友先、于洪葆、马𫘜、马凯、马世昌、王成铭、王同琢、王华元、王众孚、王国章、王胜俊、王莉莉、王唯众、王德顺、尤仁、乌兰木伦、方嘉德、布穷、田淑兰、田聪明、白志健、冯芝茂、朱增泉、刘锷、刘丰富、刘文杰、刘丽英、刘学斌、刘峰岩、刘积斌、刘雅芝、刘锡荣、祁培文、许中田、孙淦、孙载夫、李有慰、李成仁、李至伦、李英唐、李虎林、李国光、李宝祥、李建玉、李铁林、李继松、李雪莹、李焕政、李惠仁、李登柱、杨贤足、杨惠川、杨德清、吴广才、吴定富、吴润忠、吴野渡、何勇、冷宽、闵耀中、沈国俊、张轰、张黎、张毅、张天保、张凤楼、张玉芹、张左己、张华林、张吾乐、张柏林、张钰钟、张惠新、陈光林、陈福今、范新德、罗锋、罗清泉、金道铭、周子玉、周可仁、郑万通、郑坤生、赵荣、赵虹、赵春兰、赵洪祝、赵海渔、胡家燕、贺邦靖、贺美英、袁纯清、夏国华、夏赞忠、徐光春、徐承栋、曹庆泽、曹克明、曹和庆、曹洪兴、曹惠臣、康成元、梁绮萍、尉健行、彭钢、董雷、董宜胜、韩灵、韩杼滨、程世峨、傅杰、解振华、谭乃达、翟月卿、濮洪九

### 第十六届中纪委
（ 2002年11月 - 2007年10月15日）
2002年11月，中共第十六次全国代表大会选举出第十六届中央纪律检查委员会。
- 书记：吴官正
- 副书记：何勇、夏赞忠、李至伦、张树田、刘锡荣、张惠新、刘峰岩、马𫘜、干以胜
- 常务委员会委员：干以胜、马𫘜、马志鹏、王振川、刘峰岩、刘家义、刘锡荣、吴官正、吴毓萍、何勇、沈德咏、张树田、张惠新、赵洪祝、夏赞忠、黄树贤、解厚铨、吴玉良、李至伦
- 秘书长兼新闻发言人：干以胜
- 委员：干以胜、马馼、马子龙、马志鹏、马铁山、王成铭、王同琢、王华元、王寿亭、王志刚、王建宙、王显政、王振川、王莉莉、王唯众、王德顺、尹凤岐、巴特尔、布穷、田淑兰、白玛、冯永生、冯健身、邢元敏、朱维群、乔宗淮、任泽民、刘江、刘丰富、刘志峰、刘晓江、刘峰岩、刘家义、刘锡荣、安立敏、孙文盛、孙宝树、孙载夫、阳安江、李文华、李玉赋、李东生、李有慰、李至伦、李传卿、李运之、李金明、李继松、李雪莹、李崇禧、李清林、杨光洪、杨多良、吴广才、吴玉良、吴官正、吴毓萍、何勇、沈淑济、沈德咏、张毅、张凤楼、张树田、张恩照、张钰钟、张惠新、陈希、陈培忠、陈冀平、范新德、林文肯、罗世谦、岳宣义、金银焕、金道铭、周占顺、郑坤生、赵荣、赵春兰、赵洪祝、胡家燕、祝光耀、祝春林、贺邦靖、秦绍德、聂成根、贾文先、夏赞忠、徐承栋、徐敬业、高俊良、陶方桂、黄丹华、黄远志、黄树贤、黄淑和、黄献中、曹洪兴、曹康泰、常小兵、崔会烈、康日新、梁绮萍、彭小枫、董雷、董万才、董宜胜、韩长赋、韩忠信、傅克诚、焦焕成、谢作炎、楼继伟、解厚铨、蔡长松、翟小衡、樊守志、滕久明、薛利、魏建国、魏家福

### 第十七届中纪委
（2007年10月15日 - 2012年11月15日）
- 书记：贺国强
- 副书记：何勇、张惠新、马𫘜（女）、孙忠同、干以胜、张毅、黄树贤、李玉赋

### 第十八届中纪委
（2012年11月15日 - 2017年10月25日）
- 书记：王岐山
- 副书记：赵洪祝、黄树贤、李玉赋、杜金才、吴玉良、张军、陈文清、王伟、杨晓渡（增补）、刘金国（增补）、李书磊（增补）

### 第十九届中纪委
（2017年10月25日 - 2022年10月23日）
- 书记：赵乐际
- 副书记：杨晓渡、张升民、刘金国、杨晓超、李书磊（ - 2020年12月）、徐令义、肖培、陈小江（ - 2020年12月14日）、喻红秋（女）（增补，2021年1月 - ）、傅奎（增补，2021年1月 - ）

### 第二十届中纪委
（2022年10月23日 - ）
- 书记：李希
- 副书记：刘金国、张升民、肖培、喻红秋（女）、傅奎、孙新阳、刘学新、张福海